# Emil Loteanu
Emil Loteanu (født 6. november 1936 i Klokusjna i Kongeriget Rumænien, død 18. april 2003 i Moskva i Rusland) var en sovjetisk filminstruktør og manuskriptforfatter.

## Filmografi
- Lejren går op i himlen (Табор уходит в небо, 1975)[3][4]
- Moj laskovyj i nezjnyj zver (Мой ласковый и нежный зверь, 1978)